# Louise de Mecklembourg-Güstrow
Titres
Reine consort de Danemark et de Norvège
25 août 1699 – 15 mars 1721
(21 ans, 6 mois et 18 jours)
Princesse héritière consort de Danemark et de Norvège
5 décembre 1695 – 25 août 1699
(3 ans, 8 mois et 20 jours)
Louise de Mecklembourg-Güstrow (en allemand : Louise, Herzogin zu Mecklenburg), née le 28 août 1667 à  Güstrow (Duché de Mecklembourg-Güstrow) et décédée le 15 mars 1721 à Copenhague (Royaume de Danemark et de Norvège), est reine consort de Danemark et de Norvège en tant que première épouse du roi Frédéric IV de Danemark.

## Biographie
Fille de Gustave-Adolphe de Mecklembourg-Güstrow et de Madeleine-Sibylle de Holstein-Gottorp, elle épouse le 5 décembre 1695 le prince héritier Frédéric, qui devient roi de Danemark en 1699. Ils ont cinq enfants, dont seuls deux atteignent l'âge adulte :
- Christian (28 juin 1697 – 1er octobre 1698)
- Christian (10 décembre 1699 – 6 août 1746)
- Frédéric-Charles (23 octobre 1701 – 7 janvier 1702)
- Georges (6 janvier 1703 – 12 mars 1704)
- Charlotte-Amélie (6 octobre 1706 – 28 octobre 1782)

## Titres et honneurs

### Titulature
- 28 août 1667 — 5 décembre 1695 : Son Altesse la duchesse Louise de Mecklembourg-Güstrow
- 5 décembre 1695 — 25 août 1699 : Son Altesse royale la princesse héritière consort de Danemark et de Norvège
- 25 août 1699 — 15 mars 1721 : Sa Majesté la reine de Danemark et de Norvège

### Armes et monogramme

Armoiries de la reine Louise.
Monogramme de la reine Louise.

## Sources
- (en) Cet article est partiellement ou en totalité issu de l’article de Wikipédia en anglais intitulé « Louise of Mecklenburg-Güstrow » (voir la liste des auteurs).